# Japanese Movie Database
Japanese Movie Database (яп. 日本映画データベース Nihon Eiga Dētabēsu, сокращённо JMDB) — онлайн-база данных, которая содержит информацию о кинематографе Японии: актёрах, режиссёрах, кинофильма и т. д. Является японским аналогом Internet Movie Database для кинематографа Японии. Сайт начал работу в 1997 году и содержит данные о фильмах с 1899 года по настоящее время.